# Антична міфологія
Антична міфологія, або антична мітологія, — міфологія народів античного періоду. Як правило дослідники розглядають її за регіонами — зокрема єгипетську, грецьку, римську, міфологію Межиріччя тощо. Традиційно в західній культурі саме з античною міфологією порівнюють міфологічні системи інших племен і народів.
Фантастичні оповідання про виникнення світу, народження богів, появу людей на землі, про початки культури — вміння використовувати й добувати вогонь, про стосунки людей і тварин, про всякі дива, про все «надприродне» — це міфи, що у своїй сукупності складають міфологію. В античній міфології було вперше сформульовано ідею посмертного суду, але антична міфологія не відрізнялась ані моральним рівнем, ані моралізуванням. Головною чеснотою була мужність, якій протиставлялося боягузтво.